# Виртуелна учионица
Виртуелна учионица је наставно окружење које није смештено у зиданом објекту (попут традиционалне школе), већ је у рачунарски генерисаним и комуникацијски подржаним системима. Комуникација између професора и студента је кључни елемент успешности учења на даљину. Медијум игра веома важну улогу у остваривању комуникације на релацији предавач-ученик, а да би минимум комуникације могао да се оствари, неопходни су пошиљалац (предавач), прималац (ученик) и порука (градиво).